# Beachy Head

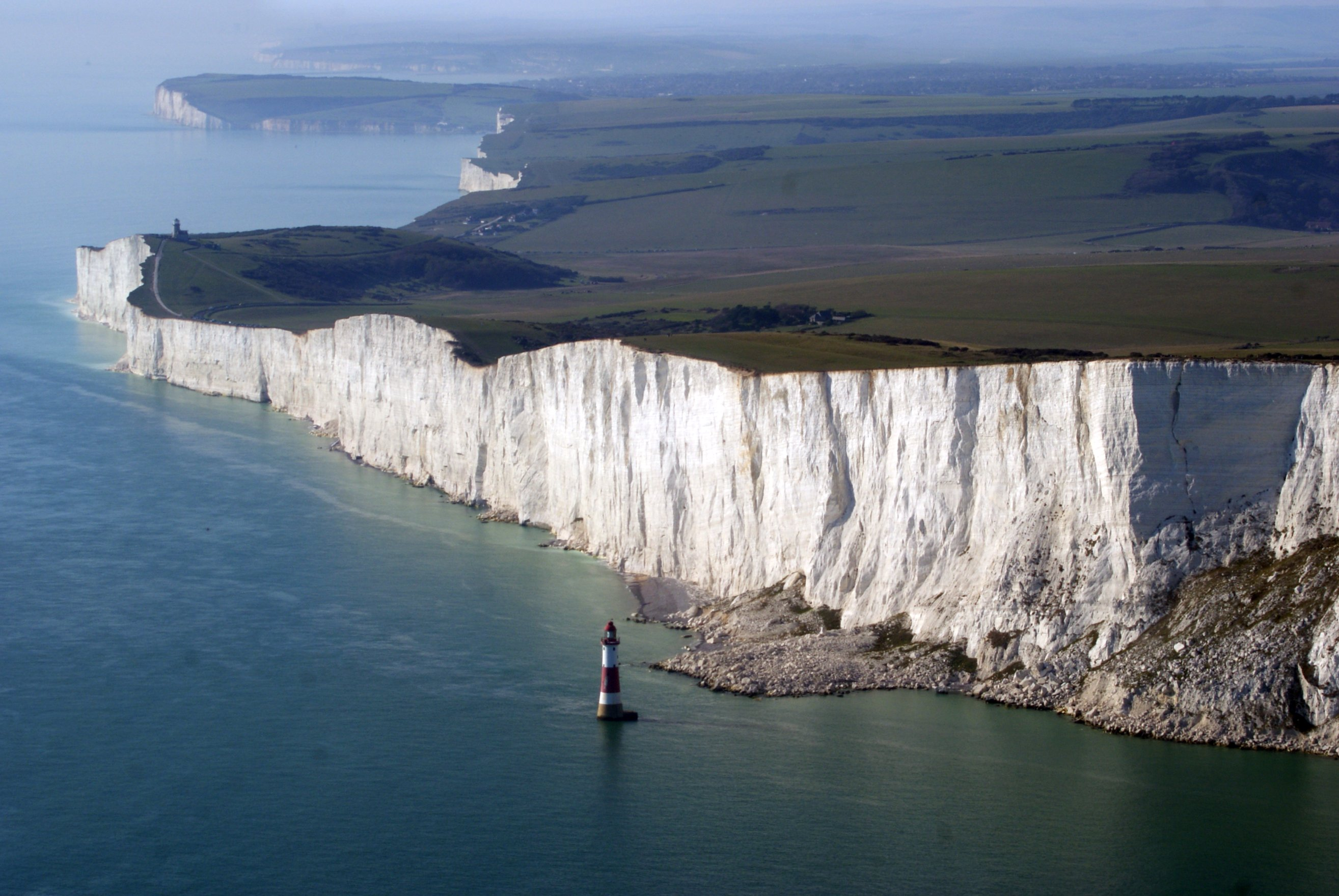
Beachy Head từ trên không

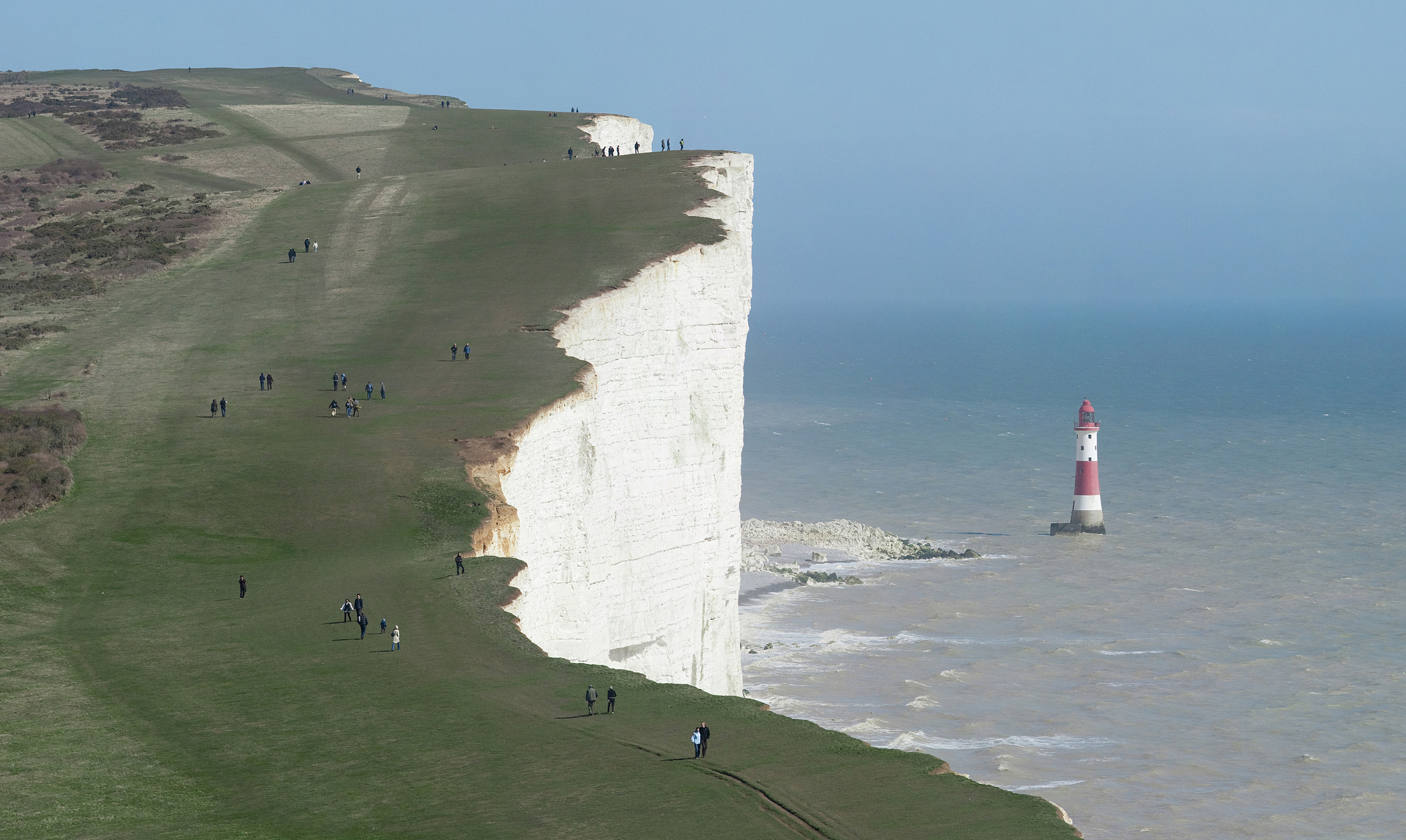
Vách đá và ngọn hải đăng từ phía tây gần Birling Gap

Beachy Head là một mũi đất đá phấn nằm ở bờ biển phía nam gần thị trấn Eastbourne, East Sussex. Vách đá phấn này là một phần của vườn quốc gia South Downs có độ cao 162 m trên mực nước biển.
Vào năm 1274, vách đá này được đặt tên lần đầu tiên là (tiếng Pháp: Beauchef, có nghĩa mũi đất đẹp). Vào năm 1317, mũi đất này được gọi là Beauchief và từ 1724, mũi đất này được đặt tên là Beachy Head.
Với độ cao của mình, mũi Beachy Head là một điểm mốc cho tàu bè ở eo biển Manche. Tuy vậy, vách đá cũng là một mối nguy hiểm cho tàu bè qua lại. Vào năm 1831, người ta bắt đầu xây một ngọn hải đăng đầu tiên, được gọi là ngọn hải đăng Belle Tout trên một vách đá gần 2 km về phía tây. Ngọn hải đăng này được đưa vào hoạt động vào năm 1834. Nhưng nó lại nằm ở vị trí mà lúc sương mù và mây thấp thì khó mà thấy được. Vì vậy, một ngọn hải đăng mới đã được xây dựng, cao 43 m trên mặt biển được xây trước mũi Beachy Head, hoàn thành vào tháng 10 năm 1902. Ánh sáng của nó có thể nhìn thấy cho tới khoảng cách là 26 hải lý (42 km). Ngọn hải đăng Belle Tout từ đó ngừng hoạt động và được chuyển qua các doanh nghiệp tư nhân sử dụng. Vào năm 1999, nó bị dời vào nội địa khoảng 17 m do sự xói mòn của đá.